# European Mathematical Information Service
European Mathematical Information Service, abrégé en EMIS est un portail de ressources électroniques de mathématiques en Europe.

## Description
EMIS a été créé en 1995 comme le portail central des ressources mathématiques électroniques en Europe. Avec le soutien de la Société mathématique européenne et de nombreux éditeurs, le FIZ Karlsruhe – Leibniz-Institut für Informationsinfrastruktur (de) a développé ELibM, bibliothèque électronique en libre accès dans le domaine des mathématiques, qui constitue le cœur d'EMIS, ainsi que de nombreuses autres ressources utiles, comme par exemple le Zentralblatt MATH.
ELibM  a été créé en 1996. C'est un dépôt en libre accès dans le domaine des mathématiques.
La Bibliothèque électronique de mathématiques ELibM contient des revues en ligne, des collections d'articles, des monographies et d'autres ressources électroniques dans le domaine des mathématiques. L'ensemble est sous forme électronique et l'accès est généralement gratuit, à l'exception de certains périodiques ayant une « barrière mobile »,  c'est-à-dire un certain délai entre la parution et le libre accès. 

## Ressources d'ELibM
PériodiquesLa bibliothèque contient plus d'une centaine de revues mathématiques.
Collections mathématiques et actes de conférencesLes actes publiés couvrent une période entre 1992 et 2013.
Ouvrages classiques, Selecta, et Opera OmniaIl s'agit principalement des travaux de William Rowan Hamilton (1805-1865) et de Georg Friedrich Bernhard Riemann, ainsi que de Paul Erdös (1913–1996).
Logiciels et autres ressources